# Ambrosius Brueghel
Ambrosius Brueghel (Anversa, 1617 – 9 febbraio 1675) è stato un pittore barocco fiammingo, dipinse prevalentemente paesaggi e nature morte.

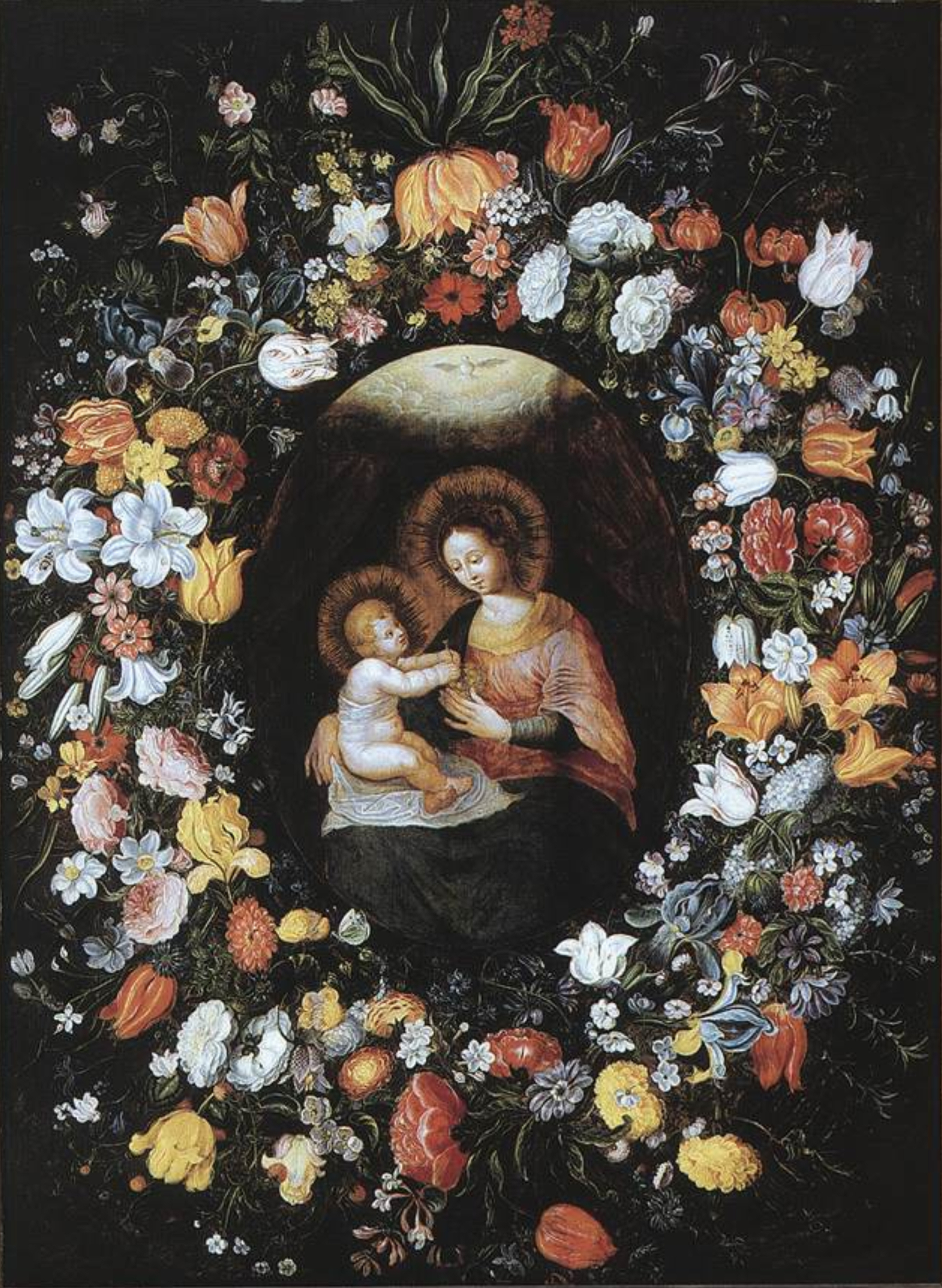
Madonna con Bambino

La sua opera è vicina a quella del fratello, Jan Brueghel il Giovane, e del nipote, Abraham Brueghel; collaborò direttamente con David Teniers il Giovane per alcune opere. Fu attivo prevalentemente ad Anversa e probabilmente viaggiò in Italia attorno al 1639; ricoprì la carica di decano della Corporazione di San Luca dal 1653 al 1671.